# خیمنا د لا فرانترا
خیمنا د لا فرانترا (به اسپانیایی: Jimena de la Frontera) یک دهستان در اسپانیا است که در استان کادیس واقع شده‌است. خیمنا د لا فرانترا ۳۴۵٫۶۶ کیلومتر مربع مساحت و ۱۰٬۳۳۰ نفر جمعیت دارد و ۹۹ متر بالاتر از سطح دریا واقع شده‌است.